# Cieza
Cieza es un municipio y ciudad española perteneciente a la Región de Murcia, situado en la comarca de la Vega Alta del Segura de la que es capital, cabeza del partido judicial del mismo nombre. Ejerce como entrada natural de la Región de Murcia por el norte a través de la A-30. Con 35 361 habitantes (INE 2024), se trata del 10.º municipio más poblado de la comunidad autónoma.
Cieza posee un rico y vivo patrimonio cultural, como el de sus fiestas de Semana Santa y San Bartolomé. También guarda muchos tesoros arqueológicos que abarcan diferentes épocas históricas: pinturas rupestres, poblados íberos, restos romanos y el yacimiento musulmán de Siyasa, que domina el actual emplazamiento de Cieza desde la falda del castillo y cuenta con exposición permanente en el museo de la ciudad.

## Geografía
El término municipal tiene una extensión aproximada de 365 km². Enclavado en la comarca de la Vega Alta del Segura, dista 43 kilómetros de la capital provincial. El término municipal está atravesado por la Autovía de Murcia (A-30), así como por la carretera nacional N-301 (cruza el municipio entre los pK 338 y 358) y las carreteras autonómicas RM-532 (Mula-Cieza) y RM-714 (Jumilla-Caravaca de la Cruz).
| Noroeste: Hellín (Albacete) | Norte: Jumilla | Noreste: Jumilla |
| Oeste: Calasparra           |                | Este: Abarán     |
| Suroeste: Mula              | Sur: Ricote    | Sureste: Abarán  |

### Orografía

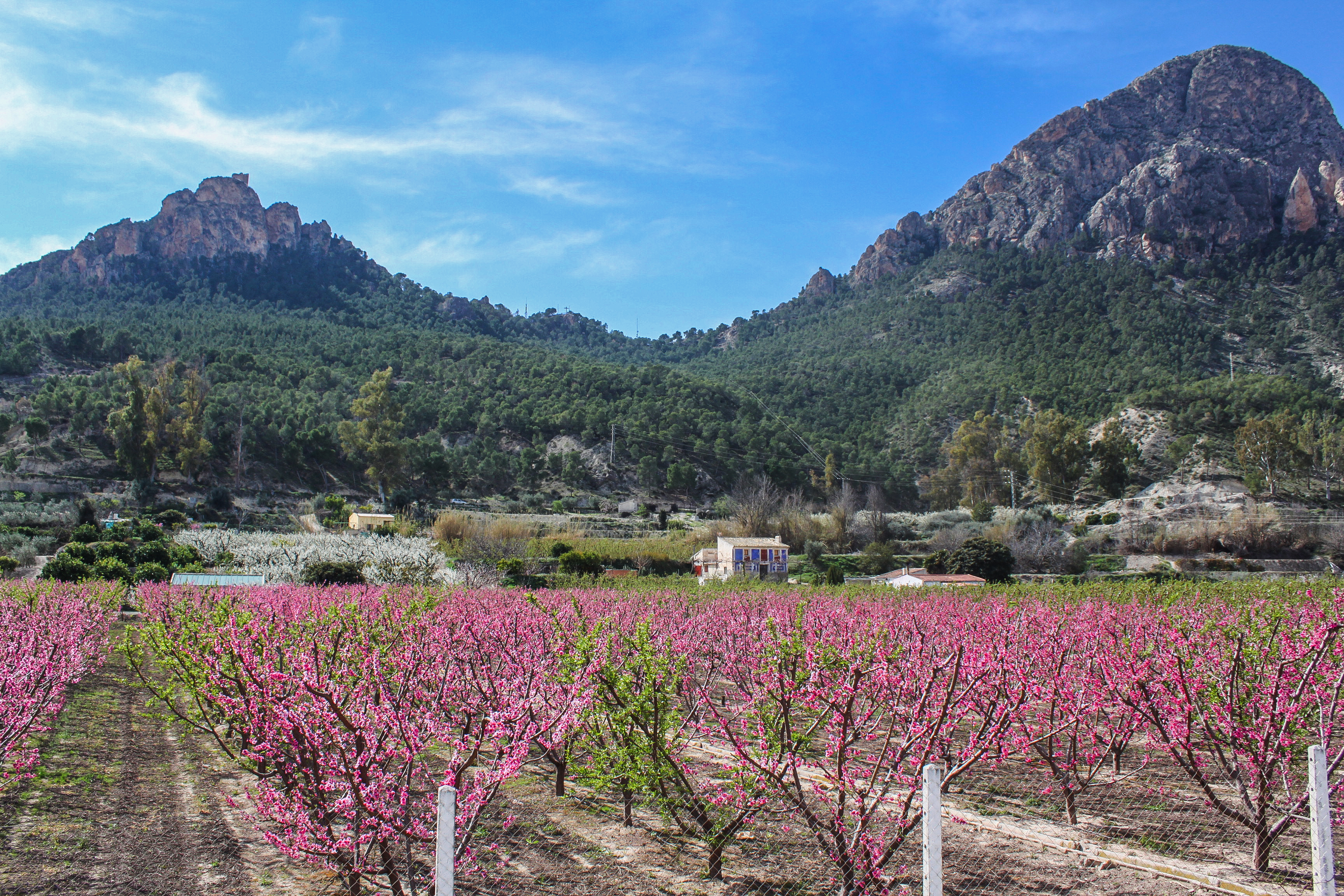
Frutales en flor con el monte de la Atalaya de fondo

Existe una clara diferenciación de tres áreas, la vega del río Segura, las zonas de expansión agrícola en las llanuras adyacentes al valle del Segura y las abruptas sierras. De estas últimas, y ejerciendo de frontera natural con la provincia de Albacete, se encuentran las sierras del Puerto, Cabeza de Asno y del Picarcho. Al noreste se encuentran la sierra Larga, la sierra Benís y la sierra de Ascoy. Al sur de la vega del Segura se alza la sierra del Oro y en el límite con Calasparra la sierra de la Palera. El techo del municipio está en la sierra del Oro (936 m). El núcleo urbano se alza a 188 metros sobre el nivel del mar, en la vega del Segura.
Las amplias llanuras adyacentes a la vega del Segura, de terrenos margosos y suaves pendientes, tras la llegada del trasvase Tajo-Segura han sufrido una transformación importante con una expansión sin precedentes del regadío de frutales de hueso, que aporta la principal riqueza económica al municipio.

### Hidrografía

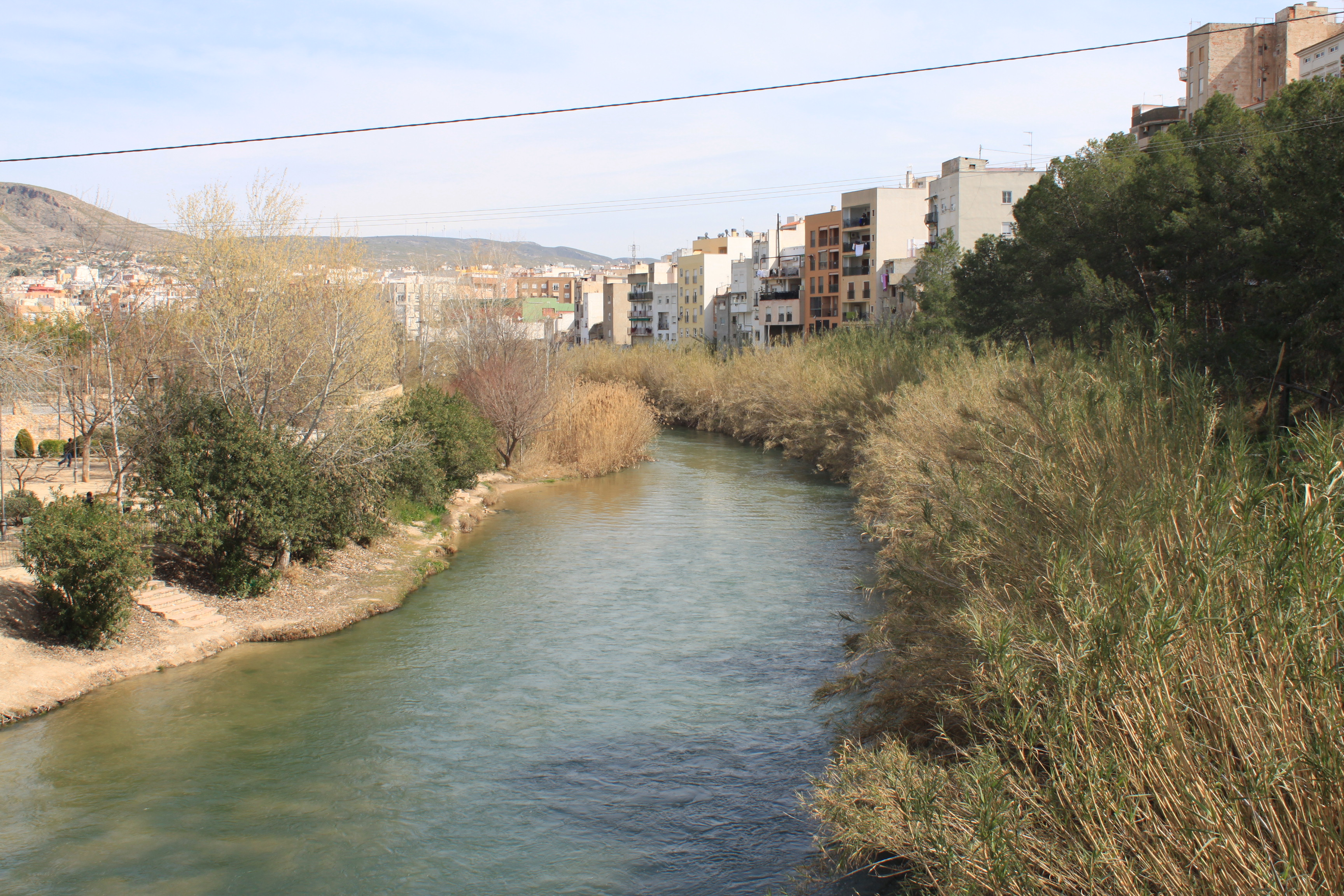
El río Segura a su paso por Cieza desde el Puente de Hierro

Cieza se encuentra en la confluencia de dos grandes valles fluviales, el del río Segura, que entra por el oeste desde el cañón de Almadenes, y el de la rambla del Judío, desde el norte, lo que determina la disposición de los valles de su término con forma de Y.
El río Segura entra en el término municipal de Cieza a través del cañón de Almadenes, después de regar las huertas y arrozales de la vecina Calasparra, abriéndose después un amplio valle de unos 12 km sobre el que se desarrolla la huerta ciezana para finalmente abandonar el término en un estrechamiento de la vega entre las Sierras del Oro y Turbedal.
El paso por Cieza del río Segura marca la historia actual y pasada del municipio, tanto por la riqueza que sus aguas han aportado, como por las graves inundaciones que históricamente ha sufrido. Ya en octubre de 1948 tras unas fuertes crecidas se empezó a plantear la construcción de una presa de laminación de las aguas de la rambla del Judío. Esta obra, terminada en 1995 ha sido fundamental para la protección de Cieza.
Entre el Cañón de Almadenes y el Menjú, el río Segura a su paso por la Vega Alta es un atractivo natural idóneo para practicar turismo rural, para los excursionistas, para los aficionados al senderismo, para los paseos a caballo, y también para el piragüismo y los descensos acuáticos.
Las acequias
Los regadíos tradicionales en la vega de Cieza se desarrollan alrededor de sus cuatro acequias mayores: tres son de origen romano, Don Gonzalo, Los Charcos y El Horno y la cuarta —La Andelma—, fue construida por los árabes después de que se instalasen en la zona, a partir del siglo X.
Con los visigodos, el sistema de canalizaciones quedó en desuso, hasta que la floreciente Siyasa recuperó las acequias, las agrandó y construyó La Andelma.
Con la Reconquista, la mayor parte de la red hidráulica quedó olvidada y no fue hasta el siglo XIX cuando de nuevo comenzaron a explotarse. El suministro de estos riegos es básicamente superficial, del río Segura, y en menor medida de origen subterráneo, principalmente de los acuíferos de la Vega Alta, del Molar y Sinclinal de Calasparra.

### Clima
Con una temperatura media anual de 17 °C el clima de Cieza es de tipo mediterráneo-continental por su distancia al mar (100 km), cálido y seco.
Presenta fuertes cambios que van desde los 7 °C o menos en invierno, con heladas nocturnas muy severas, hasta los 37 a 40 °C que alcanza en verano, cuando se producen las fuertes sequías con alguna tormenta de granizo que afecta a los frutales.
Aunque las lluvias se producen principalmente en primavera y otoño, son muy irregulares y escasas. A veces se produce la tan temida gota fría, con fuertes precipitaciones en corto espacio de tiempo, principalmente en otoño.
Cuando más sube el caudal del río Segura (que bordea la ciudad) es en primavera.

### Espacios naturales
En el municipio se encuentra parte del espacio natural protegido del cañón de Almadenes, existiendo otras zonas de interés en las diversas serranías circundantes, de las cuales la del Almorchón está incluida en el Lugar de Interés Comunitario de Sierras y Vega Alta del Segura y Ríos Alhárabe y Moratalla.

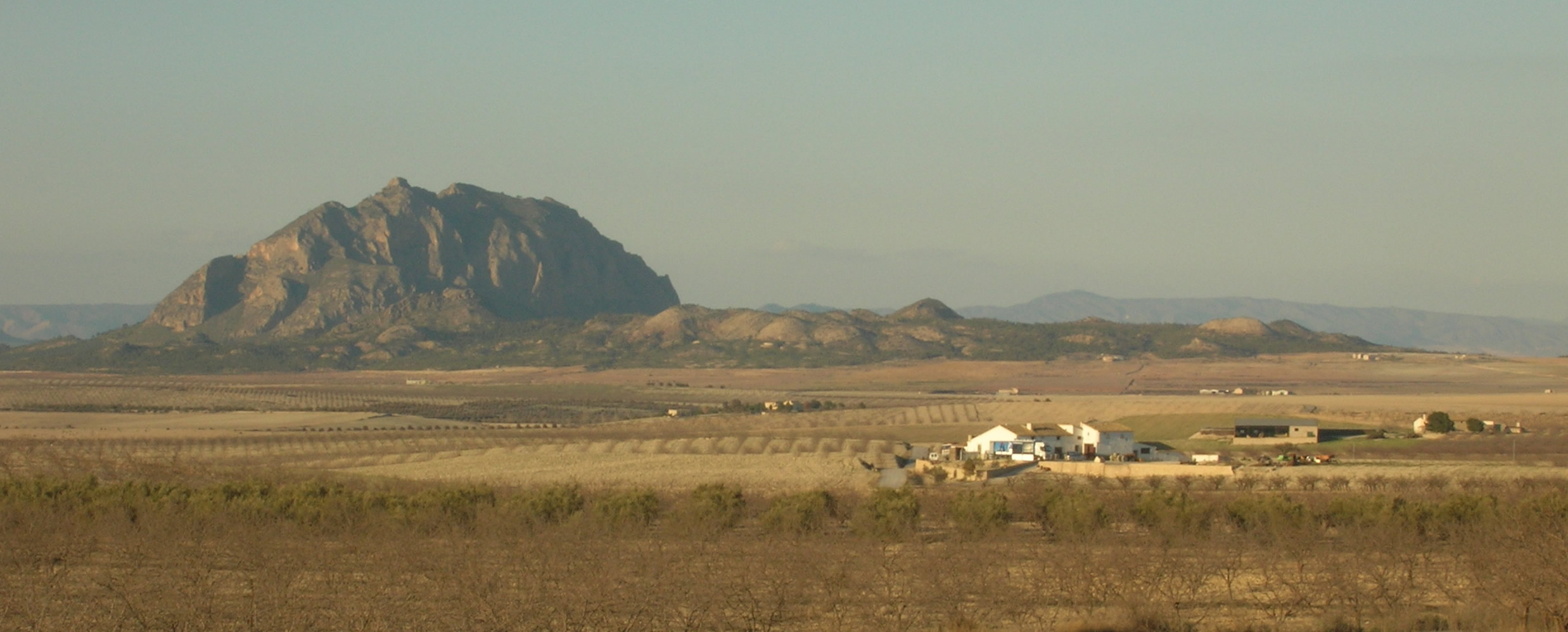
La cara SE del Almorchón domina un extenso terreno agrícola hasta las sierras del Oro y de Ricote
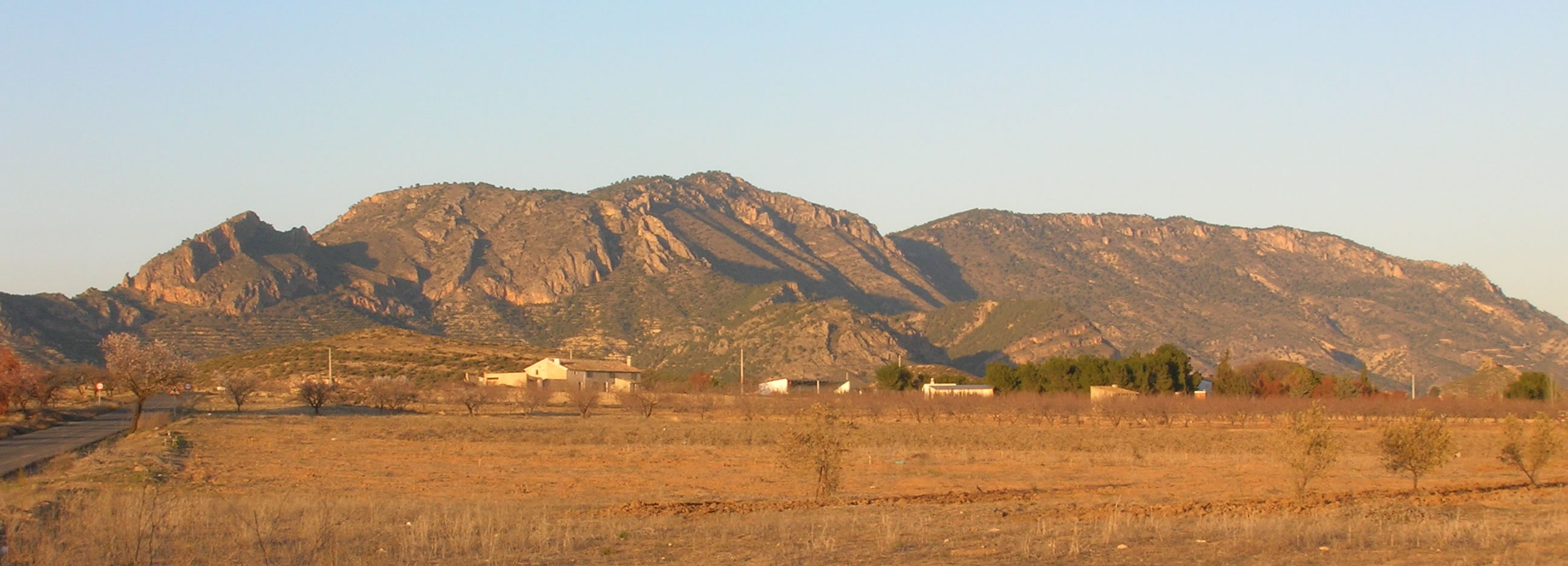
Cara sur de la Sierra del Oro, desde el término de la carretera de Ricote
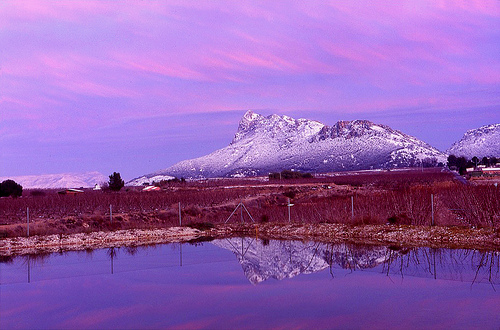
Vista trasera del monte de la Atalaya nevado, febrero de 2006.
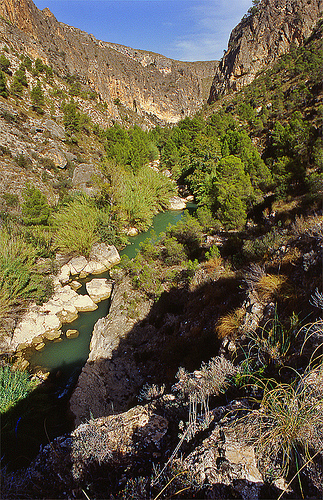
Río Segura a su paso por el Cañón de Almadenes.

Cieza tiene una larga tradición en producción de energías renovables. En la actualidad, el municipio cuenta con un salto hidroeléctrico en el Cañón de Almadenes y un parque eólico de aerogeneradores en la sierra de Ascoy. Asimismo, el Hospital de la Vega Lorenzo Guirao solo emplea electricidad obtenida de la energía solar a través de una serie de células fotovoltaicas sitas en el recinto del hospital.
Además, el casco urbano cuenta con diversos parques y jardines. Los principales son:
- Parque Municipal Medina Siyasa
- Parque Municipal Príncipe de Asturias, junto al IES Diego Tortosa
- Jardín de Sanz-Orrio
- Jardín del Partido
- Jardín del Realejo
- Parque Tíjola
- Plaza de María del Pilar López (conocido como parque de la bola)
- Plaza del Pueblo Saharaui
- Jardín de la Almazara, en el que hay una antigua almazara (molino de aceite)
- Zonas ajardinadas de la plaza de España, el paseo, el Balcón del Muro...

## Historia
Poblada desde el Paleolítico, el área de Cieza es privilegiada por la abundante presencia de yacimientos arqueológicos prehistóricos, como los de Almadenes, La Serreta, y el Barranco de los Grajos, declarados Patrimonio de la Humanidad al poseer Arte rupestre del arco mediterráneo de la península ibérica.
De la Edad Antigua cuenta con los restos de un poblado íbero, llamado Bolvax. También hay restos romanos en el mencionado yacimiento de La Serreta.

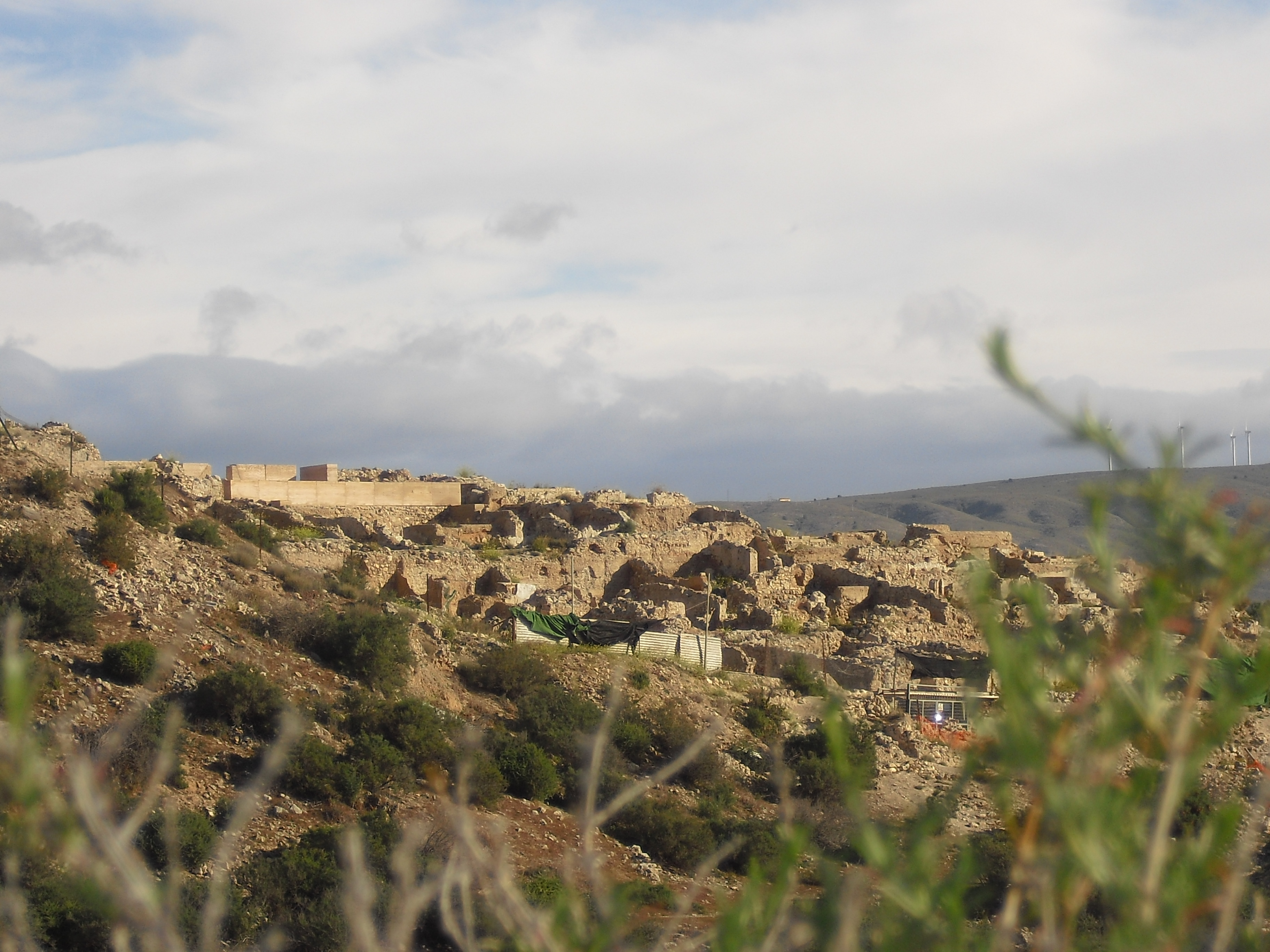
Vista del yacimiento de Siyasa

Los árabes, que habitaron la zona desde el siglo XI al XIII, dejaron un importante patrimonio cultural y arqueológico. El más importante yacimiento se encuentra en la ladera del castillo, la población de Siyâsa, donde se han encontrado numerosos restos de arquitectura decorativa árabe, arcos finamente decorados, cerámica policromada, cristal y metal. Existe un museo arqueológico dedicado casi por completo a Siyasa en la calle San Sebastián de Cieza.
En 1243, el entonces infante Alfonso de Castilla (Alfonso el Sabio), integró la Taifa de Murcia en la Corona de Castilla en virtud del Tratado de Alcaraz. El arráez de Siyasa reconoció el tratado, por lo que la población andalusí mantuvo gran parte de autogobierno sin excesivas transformaciones. Pero tras la sublevación de los mudéjares murcianos en 1264 y la intervención aragonesa, la situación cambió por completo. El emplazamiento de Siyasa fue abandonado (favoreciendo su conservación posterior), asentándose la nueva población en el valle del Segura, en una zona elevada en la que hoy se encuentran el Balcón del Muro y la ermita de San Bartolomé, siendo el germen de la ciudad actual.
Alfonso X, atraído por la situación estratégica en la cabecera del valle de Ricote y la riqueza de la vega de Cieza, decidió repoblar la zona con contingentes castellanos, catalanes y aragoneses. En 1281, el rey entregó Cieza a Pedro Núñez, maestre de la Orden de Santiago, a cambio de Abaniella (Abanilla). El castillo, que pervivía próximo al emplazamiento anterior, fue destruido en 1457 en la contienda que enfrentó a Pedro Fajardo con su primo Alonso Yáñez Fajardo 'El Bravo' por el adelantamiento del reino murciano.
Ante la realidad fronteriza de dicho reino, Cieza fue invadida el domingo de Resurrección de 1477 por tropas del reino nazarí de Granada. La localidad quedó entonces despoblada, pues las tropas musulmanas se llevaron cautivos a los ciezanos, existiendo en tiempos el denominado corral de Cieza en la ciudad de Granada. En recuerdo de este acontecimiento quedó como lema del escudo de Cieza: Por pasar la puente nos dieron la muerte. Para repoblar la localidad tuvieron que acudir vecinos del municipio de Jumilla, para que los campos y huertas no quedaran improductivos. La Orden de Santiago procedió a construir una fortaleza en el núcleo urbano y una nueva casa de la Encomienda en su interior para resistir las razias nazaríes, cuyo peligro desapareció a partir de 1488.
Los siglos XVI y XVII se caracterizaron por la rivalidad y las disputas entre las familias más influyentes de la entonces villa. En el siglo XVIII, como recompensa por su apoyo al bando borbónico en la Guerra de Sucesión, Cieza recibió el título de «muy noble y muy leal». 

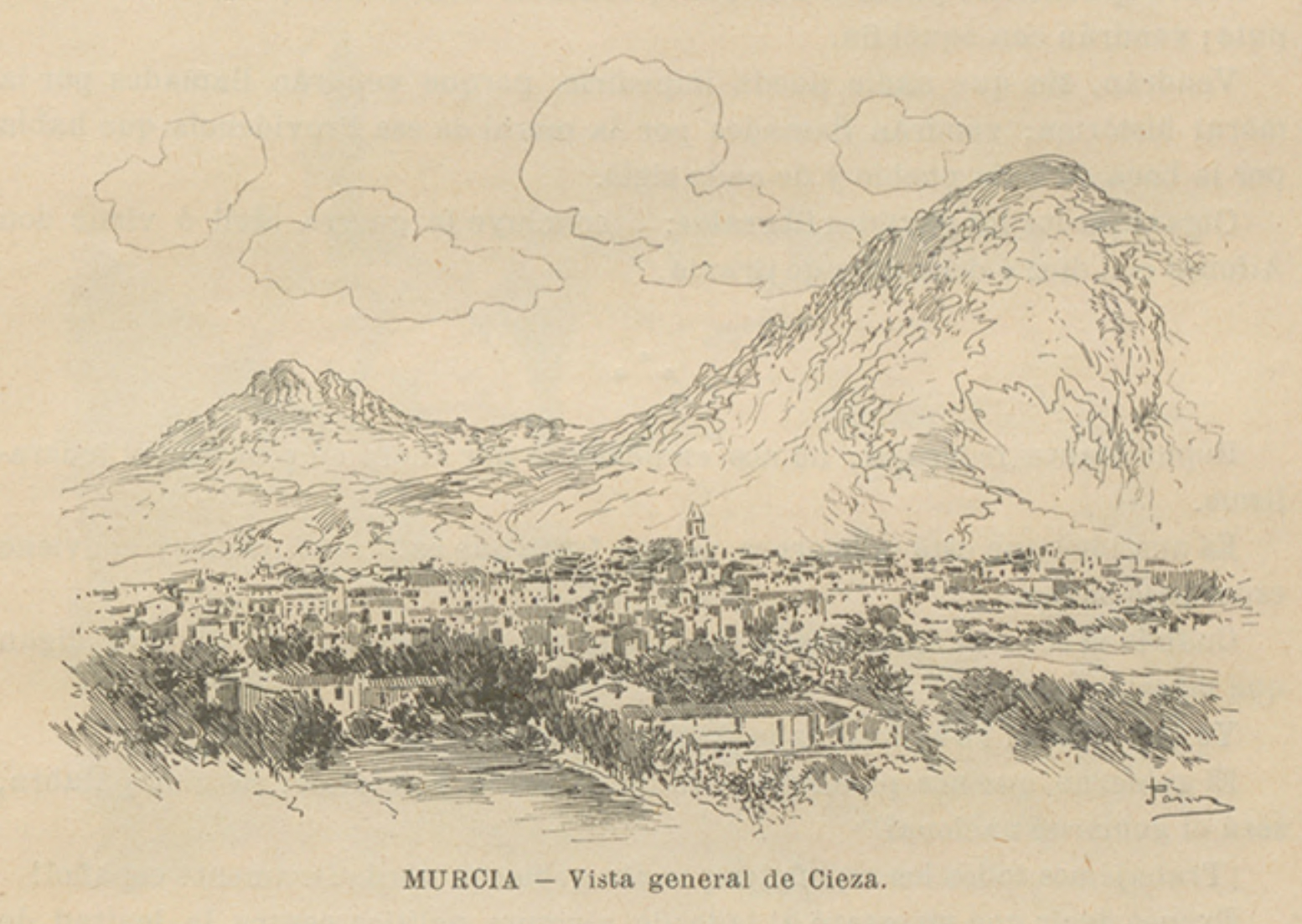
Vista de Cieza en Historia de España en el

Desastrosa fue la llegada de las tropas francesas ya vencidas en la Guerra de la Independencia, que pasaron por la localidad en el trayecto de su retirada, provocando estragos que dificultaron su posterior desarrollo. Dicho desarrollo se vería facilitado tiempo después al quedar Cieza como cabeza de partido judicial, con la creación de éstos en 1834.
En 1864 se produjo la llegada del ferrocarril a Cieza con la inauguración del tramo Murcia-Cieza de la línea Chinchilla-Cartagena.
Durante la Restauración Borbónica, el partido judicial de Cieza estuvo representado en Cortes por Antonio Cánovas del Castillo y Vallejo (Kaulak), sobrino del primer ministro Antonio Cánovas del Castillo.
En 1926, Alfonso XIII concedió a Cieza el título de ciudad, y a su Ayuntamiento el tratamiento de Excelentísimo. A finales de la década de 1930, Cieza superaba en población a varias capitales de provincia españolas gracias al desarrollo de industrias como la del esparto y la alimentaria, con un fuerte crecimiento demográfico, convirtiéndose en el cuarto municipio más poblado de la provincia de Murcia en 1940, solo superado entonces por Murcia, Cartagena y Lorca.
Entre las décadas de 1940 y 1960 siguió teniendo gran importancia la industria del esparto para la economía ciezana, aunque empezó a decaer por la introducción de las fibras sintéticas en el sector cordelero. Aun así, en la actualidad todavía existe en Cieza alguna fábrica de cordelería, que incluso trabaja con esparto, pero ya (desde la década de 1980) muy en decadencia y de escasísima trascendencia. En la actualidad, el pequeño Museo del Esparto recuerda esta etapa de la historia local.
La decadencia del esparto llevó a un periodo de estancamiento para Cieza entre 1940-1960, perdiendo en 1950 la cuarta posición provincial en favor de Yecla, posición que volvió a recuperar en 1960, momento en el que comenzó otro periodo de crecimiento de la mano de la industria conservera que se prolongaría hasta 1980, fecha en que sería superada en población por Molina de Segura, epicentro de la conserva murciana. Cieza permaneció entonces en un nuevo estancamiento demográfico que se prolongó hasta 1990, con la llegada de población inmigrante para el trabajo agrícola.

## Demografía
Cieza cuenta con una población de 35 361 habitantes (INE 2024).
| Gráfica de evolución demográfica de Cieza entre 1842 y 2021 |
| |
| Población de derecho según los censos de población del INE Población de hecho según los censos de población del INEEn 1857 disminuye el término del municipio porque independiza a Ricote |

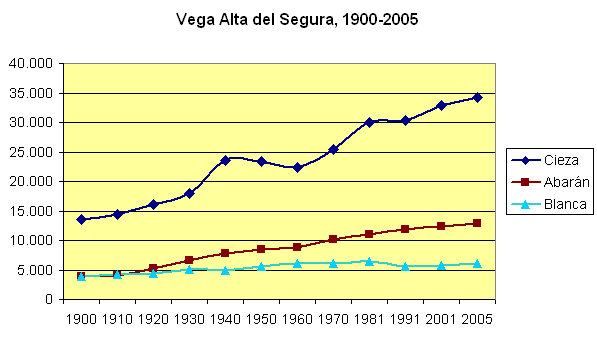
Evolución demográfica de Cieza (azul oscuro) y los otros municipios de la comarca, 1900-2005

La evolución demográfica de Cieza dibuja en general una línea ascendente muy clara, con un primer pico de población hacia 1940, un leve decrecimiento en la década de 1950 y una nueva tendencia al alza posterior, frenada ligeramente en la década de los ochenta.
Un 10,22 % era de nacionalidad extranjera en 2022, fundamentalmente de origen africano.

### Núcleos de población
La población del municipio se encuentra repartida entre la ciudad, donde viven la mayoría de los habitantes del municipio, y varias pedanías. La más grande es Ascoy, con 787 habitantes, situada a 6 kilómetros de Cieza. En otros tiempos, buena parte de la población del municipio vivía en los campos y huertas, pero a mediados del siglo XX se produjo un impresionante éxodo rural en el municipio, desde los campos a la ciudad.
| Entidad de Población | Habitantes 2019 |
| -------------------- | --------------- |
| Cieza (municipio)    | 34 988          |
| Ascoy                | 787             |
| Barratera            | 106             |
| Bolvax               | 39              |
| Canadillo            | 28              |
| Cieza (ciudad)       | 33 154          |
| Fuensantilla         | 298             |
| Ginete               | 68              |
| Horno                | 133             |
| Maripinar            | 134             |
| La Parra             | 42              |
| Perdiguera           | 33              |
| Las Ramblas          | 166             |

### Economía
La economía de Cieza destaca fundamentalmente por su agricultura de regadío destinada a la exportación. Entre sus cultivos, destacan el melocotón, el albaricoque, la nectarina y la oliva mollar.
El melocotón de Cieza tiene fama internacional. La feria de agosto, en honor a san Bartolomé, se celebra justo cuando acaba la recolección de este fruto, verdadero motor de la economía ciezana. La promoción nacional e internacional y ser punto de encuentro de profesionales, son los objetivos del congreso que se celebra en torno al melocotón de Cieza. El lema que usa el ayuntamiento de la localidad para su promoción es «Melocotón, corazón».
La industria y principalmente la construcción se han convertido en motor de la economía ciezana durante esta última década. El polígono de Ascoy y el ya creado polígono de Los Prados dan trabajo a cerca de 4000 trabajadores, predominando la pequeña y mediana empresa. El sector del esparto también está en uso pudiendo encontrar empresas como Espartos Balsalobre Sl, que trabaja en este sector vendiendo rollos para la construcción y espartos para la agricultura. Se prevé la construcción de un macro polígono, Cieza Norte, en la zona de la Venta del Olivo debido a su estratégica situación. En cuanto a los servicios predomina el comercio, con empresas familiares, y autónomas; así como los servicios del sector público, que dan empleo a una gran parte de la población ciezana.

## Administración y política
Cieza fue gobernada tras el Régimen franquista por el PSOE, que venció en todas las elecciones con mayoría clara, siendo derrotado en las urnas en 1995 por el PP. En las elecciones de 1999 el PP se alzó con la victoria aunque en el año 2000 el PSOE-IU pasaron a tener el dominio de la alcaldía tras una moción de censura. En las elecciones de 2003 el PP obtuvo la mayoría absoluta obteniendo 13 concejales, frente a 7 del PSOE y 1 de IU. En mayo de 2007 Antonio Tamayo obtuvo de nuevo la mayoría absoluta con el mismo número de concejales y el 56,98 %, el PSOE 6 concejales con el 28,47 %, mientras que IU consiguió 2 ediles con un 8,94 % de los votos.
| Partido político                                      | 2023  | 2023  | 2023       | 2019  | 2019  | 2019       | 2015  | 2015  | 2015       | 2011  | 2011  | 2011       | 2007  | 2007  | 2007       |
| Partido político                                      | Votos | %     | Concejales | Votos | %     | Concejales | Votos | %     | Concejales | Votos | %     | Concejales | Votos | %     | Concejales |
| Partido Socialista de la Región de Murcia (PSRM-PSOE) | 6106  | 39,38 | 9          | 6054  | 41,15 | 10         | 3970  | 25,81 | 6          | 4299  | 27,81 | 6          | 4447  | 28,47 | 6          |
| Partido Popular (PP)                                  | 5539  | 35,72 | 9          | 3390  | 23,04 | 5          | 5325  | 34,62 | 8          | 7669  | 49,61 | 12         | 8899  | 56,98 | 13         |
| Vox                                                   | 1905  | 12,28 | 3          | 1135  | 7,71  | 2          | —     | —     | —          | —     | —     | —          | —     | —     | —          |
| Ciudadanos (CS)                                       | 483   | 3,11  | 0          | 1160  | 7,88  | 2          | 1119  | 7,27  | 1          | —     | —     | —          | —     | —     | —          |
| Izquierda Unida (IU)                                  | 748   | 4,82  | 0          | 1222  | 8,3   | 2          | 1819  | 11,83 | 3          | 1845  | 11,93 | 2          | 1396  | 8,94  | 2          |
| Podemos-Cieza Puede                                   | 319   | 2,05  | 0          | 600   | 4,07  | 0          | 1657  | 10,77 | 2          | —     | —     | —          | —     | —     | —          |
| Ciudadanos Centristas de Cieza (CCCi)                 | —     | —     | —          | 585   | 3,97  | 0          | 974   | 6,33  | 1          | 910   | 5,89  | 1          | 606   | 3,88  | 0          |

## Servicios

### Justicia
Cieza es cabeza de partido judicial. Cuenta con cuatro juzgados de primera instancia e instrucción, sitos en el nuevo palacio de justicia, calle Diego Jiménez Castellanos, S/N, junto a la estación de autobuses.
Hay, asimismo tres Registros de la Propiedad, que prestan sus servicios a todo el partido judicial, así como una notaria (solo para el municipio de Cieza). Además, en Cieza hay Administración de Hacienda, Secretaría de la Seguridad Social, Delegación de la Tesorería General de la Seguridad Social, una oficina del Servicio Regional de Empleo y Formación y Oficina Comarcal Agraria.

### Sanidad
La ciudad cuenta con:
- Hospital de la Vega Lorenzo Guirao: Situado en las afueras de la ciudad de Cieza, presta sus servicios a todos los municipios de la comarca (Cieza, Abarán y Blanca). Cuenta con quirófanos, radiología, urgencias y consultas externas de diversas especialidades: digestivo, oftalmología, traumatología, reumatología, cardiología, neurología, otorrinolaringología, alergología, psiquiatría, psicología, dermatología, entre otras.
- Centro de salud de Cieza: Centro de atención primaria que presta sus servicios (medicina general y pediatría, principalmente) aparte del municipio.
- Centro de salud Cieza-Oeste-Las Morericas: Centro de atención primaria que presta sus servicios (medicina general y pediatría, principalmente) aparte del municipio.
- Centro de Atención de Urgencias del Camino de Madrid: Sólo dispone de Servicio de Urgencias.
- Diversas clínicas privadas, tanto especializadas como centros polivalentes, así como consultas particulares de diversos especialistas.

### Educación
Cieza cuenta con un Centro de Profesores y Recursos, que ofrece cursos de formación a maestros y profesores. En Cieza se pueden cursar estudios oficiales de educación infantil (ambos ciclos), educación primaria, educación secundaria (obligatoria, bachillerato y formación profesional), educación de adultos, enseñanzas de régimen especial (musicales y de idiomas), entre otras.

#### Educación infantil de 0 a 3 años
- Escuela infantil municipal. En el centro cultural Géneros de Punto.
- Centro de atención infantil Pepita Semitiel. En el paraje Los Albares, junto al polideportivo municipal (cooperativa concertada)
- Centro de atención infantil Las Morericas. (Cooperativa concertada)
- Centro de Conciliación de la Vida Familiar y Laboral Pekeñekos. Privada. Frente al IES Diego Tortosa.
- Guardería La Atalayica. Privada. Gestionada por el Club Atalaya-Ateneo de la Villa, se encuentra en el complejo de instalaciones del mismo.
- La Casica. Centro concertado situado en la pedanía de Ascoy.

#### Colegios públicos de educación infantil y primaria (CEIP)
- CEIP Santo Cristo del Consuelo. Popularmente conocido como El Grupo. El más antiguo de los colegios públicos actualmente existentes en Cieza. Ofrece sección bilingüe de inglés
- CEIP Gerónimo Belda. Popularmente conocido como El Parque, por encontrarse situado dentro del parque municipal Medina Siyasa
- CEIP José Marín. Popularmente conocido como El Fatego, por encontrarse en dicho paraje
- CEIP Antonio Buitrago. Popularmente conocido como El Zaraíche. Ofrece sección bilingüe de inglés
- CEIP San Bartolomé. Popularmente conocido como al Era
- CEIP San José Obrero. Popularmente conocido como el RAM por haber sido inicialmente una extensión del CEIP Antonio Buitrago (RAM son siglas de Reformas, Ampliaciones y Modificaciones)
- Colegio público comarcal Pedro Rodríguez

#### Colegios concertados de educación infantil, primaria y secundaria
- Colegio Madre del Divino Pastor, popularmente conocido como Las Monjas Pastoras. Es un colegio religioso. Ofrece educación infantil de 3 a 6 años, educación primaria y ESO.
- Colegio Cristo Crucificado, popularmente conocido como La Ermita por encontrarse junto a la ermita del Santísimo Cristo del Consuelo. Es un colegio religioso. Ofrece Educación infantil de 3 a 6 años, educación primaria y ESO.
- Colegio Miguel de Cervantes. Cooperativa de enseñanza concertada. Ofrece educación infantil de 0 a 6 años, educación primaria y ESO.
- Colegio Jaime Balmes. Cooperativa de enseñanza concertada. Ofrece educación infantil de 3 a 6 años, educación primaria y ESO.

#### Institutos de Educación Secundaria
- IES Diego Tortosa. Es el instituto público más antiguo de la comarca. Ofrece estudios de ESO, Bachillerato en todas sus modalidades (inclusive ambas vías de la modalidad de artes, siendo el único de la comarca que ofrece esta modalidad).Destaca la gran actividad cultural y estudiantil (edita revistas, organiza concursos y certámenes y el festival de baile de Santo Tomás de Aquino, algunas actividades incluso con gran proyección externa, a nivel regional, como el concurso de poesía Aurelio Guirao). En su interior alberga el auditorio Lolita Marín Ordóñez, que aunque suele emplearse para actos del instituto, a veces también se emplea para eventos dirigidos a todo el barrio o incluso a todo el municipio.
- IES Los Albares. Fue en su día, el instituto de formación profesional (el más antiguo de su género en la comarca) En la actualidad ofrece estudios de ESO, Bachillerato (excepto la modalidad de artes, en ninguna de sus vías), y Formación Profesional, ofreciendo varios PCPI, varios ciclos formativos de grado medio y varios ciclos formativos de grado superior (con la mayor oferta de FP de toda la comarca). También destaca porque ofrece sección bilingüe mixta de inglés y francés en la ESO (siendo el único de la comarca que ofrece tal posibilidad).

#### Enseñanzas de Régimen Especial
- Conservatorio Profesional de Música Maestro Gómez Villa
- Escuela municipal de música
- Extensión en Cieza de la Escuela Oficial de Idiomas de Murcia

#### Educación de Adultos
Cieza cuenta con un centro de educación de adultos (nocturna), cuyas clases se imparten en las instalaciones del IES Diego Tortosa.

#### Educación Especial
- Colegio de Educación Especial El Buen Pastor. Colegio concertado gestionado por ASCOPAS (Asociación Comarcal de Padres y Protectores de Disminuidos Psíquicos). Ofrece educación especial de 3 a 20 años a personas con discapacidad intelectual.
- Centro de día de ASCOPAS para discapacitados psíquicos mayores de 21 años.
- Centro de día de la Fundación Los Albares para discapacitados psíquicos mayores de 21 años.
- Además, el colegio concertado de educación infantil, primaria y secundaria Jaime Balmes cuenta con un Aula Abierta que ofrece educación especial para discapacitados psíquicos de entre 3 y 20 años.

#### Formación permanente
Además de contar con un Centro de Profesores y Recursos que ofrece cursos de formación permanente, en Cieza se celebran cursos de formación permanente de la Universidad Internacional del Mar. 

#### Universidad Popular y Aula Mentor
Estos proyectos del Ayuntamiento de Cieza ofrecen diversos cursos (informática, gestión de PYMES, etc.) y talleres (pintura, bordado, etc.), dirigidos tanto a adultos como a niños.

### Servicios sociales
- Residencia de ancianos.
- Centro de día de personas mayores El hogar del pensionista
- Centro de día de personas mayores Las Morericas
- Centro de servicios sociales del Ayuntamiento de Cieza. Está junto a la piscina cubierta
- Centro de día de personas con discapacidad intelectual Nueva Fundación Los Albares
- Centro de día de personas con discapacidad intelectual ASCOPAS
- Centro de día de personas con discapacidad física Ángel Soler - Tocaos del Ala

### Seguridad ciudadana
Cieza cuenta con cuartel de la Guardia Civil siendo Puesto Principal, y con el cuerpo de Policía Local.

### Transporte

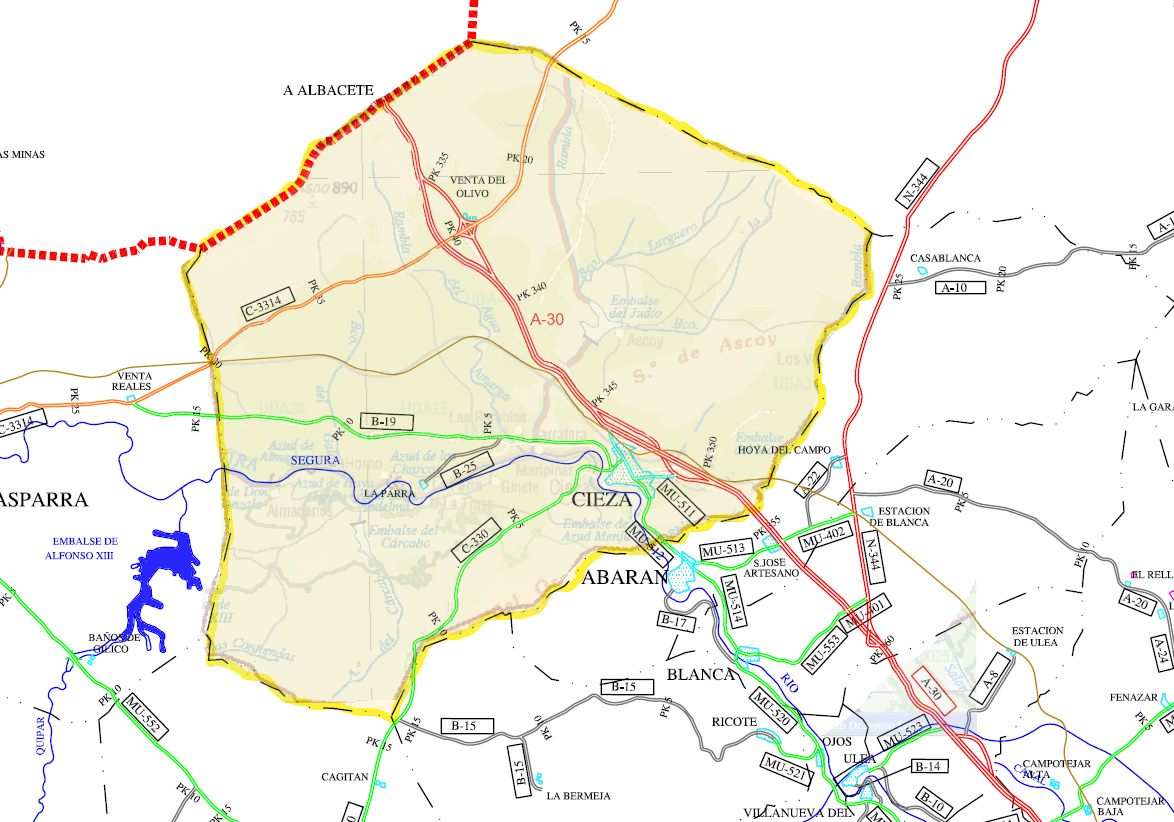
Mapa de vías de comunicación en Cieza

#### Carreteras
- A-30  Autovía de Murcia: Autovía que conecta Albacete con Cartagena.
- A-33  Autovía Cieza-Fuente la Higuera: Autovía que conecta Cieza (enlace de la  A-30  a la altura de Blanca) con Fuente la Higuera.
- RM-512  Cieza - Abarán. Carretera autonómica que conecta el municipio con Abarán.
- RM-511  La antigua  N-301 , que va paralela a la autovía  A-30
- RM-532  Cieza-Mula(Venta del Empalme)
- RM-714  Jumilla-Venta del Olivo-Calasparra. Carretera de Villena a Caravaca.
- RM-B19  Cieza-Ventas Reales donde enlaza con la  RM-714  a Calasparra.

#### Ferrocarril
Cieza tiene estación de ferrocarril, en la calle Camino de la Estación. Perteneciente a la línea Chinchilla-Cartagena, cuenta con trenes Alvia e Intercity de Renfe. Actualmente, debido a las obras de soterramiento en Murcia, carece de servicios ferroviarios.
Tras la inauguración de la llamada variante de Camarillas, se ha acortado el viaje a Albacete y Madrid en aproximadamente 20 minutos.

#### Autobús

Bus Urbano Cieza

Prestan servicio al municipio las siguientes líneas interurbanas, todas ellas desde la estación de autobuses:
| Línea     | Recorrido                                 | Operador    |
| --------- | ----------------------------------------- | ----------- |
| MUR-007-1 | Cieza - Abarán                            | Sánchez Gil |
| MUR-085-1 | Cieza - Abarán - Molina - Campus - Murcia | Interbus    |
| MUR-085-2 | Moratalla - Calasparra - Cieza - Murcia   | Interbus    |

También dispone de conexiones a destinos nacionales mediante las siguientes líneas:
| Línea   | Recorrido                                         | Operador |
| ------- | ------------------------------------------------- | -------- |
| VAC-055 | Madrid - Alicante con hijuelas                    | ALSA     |
| VAC-150 | Sevilla y Málaga a Montgat y Manresa con hijuelas | ALSA     |

Existe una línea de autobús urbana que recorre gran parte de la ciudad. Tiene diez expediciones de lunes a viernes por la mañana, de las cuales ocho realizan un recorrido circular por el municipio, mientras que las otras dos amplían su itinerario a la pedanía de Ascoy. Tiene un total de 25 paradas.

## Cultura

### Monumentos y lugares de interés

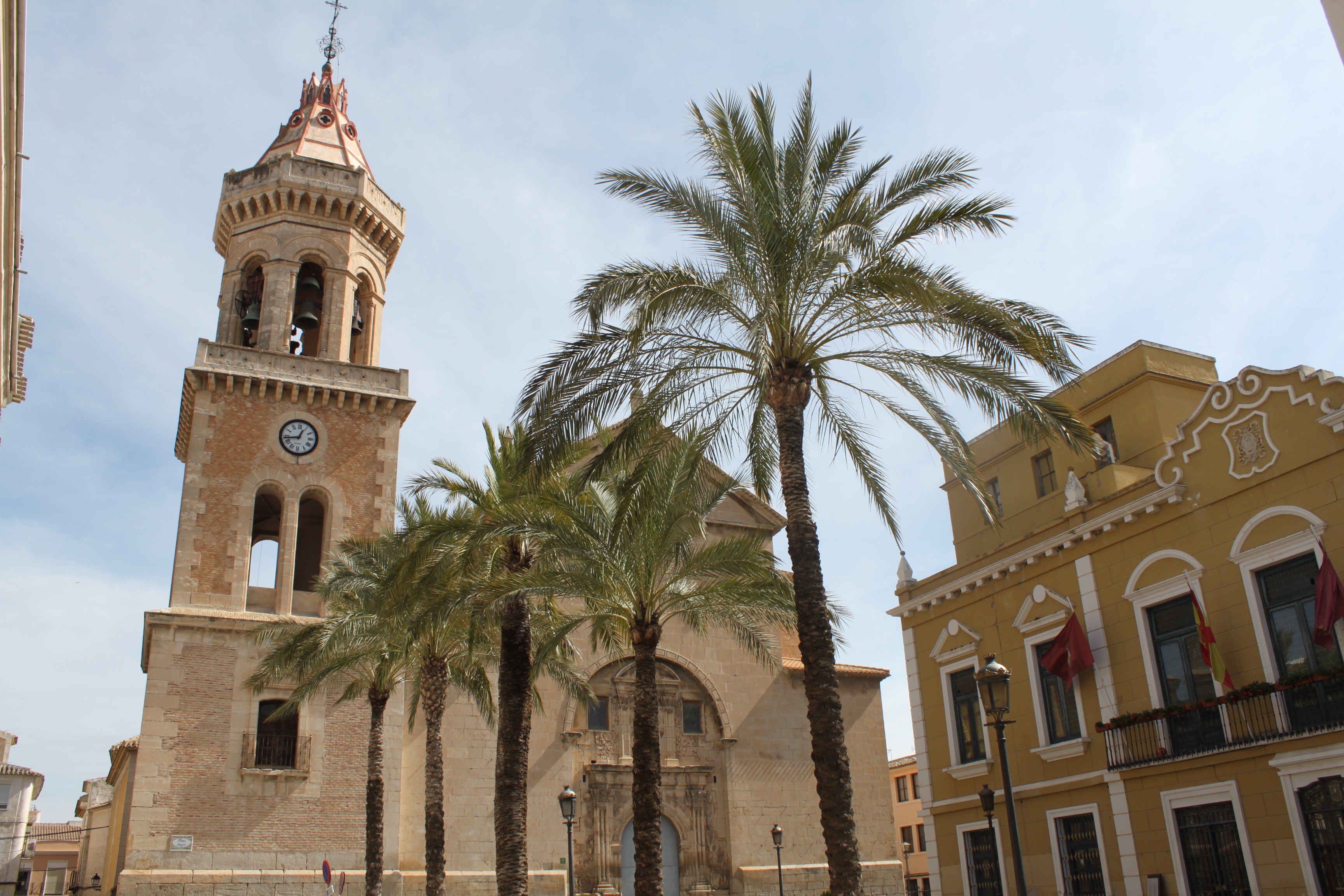
Plaza Mayor de Cieza con el ayuntamiento (derecha) y la basílica de la Asunción (izquierda)

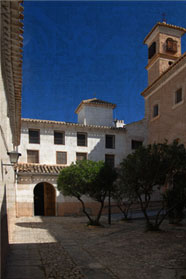
Convento de las Clarisas

- Basílica de Nuestra Señora de la Asunción: principal templo de la ciudad, declarado Bien de Interés Cultural y edificado en el siglo XVIII sobre una iglesia anterior de los siglos XV o XVI. De particular interés resulta su peculiar campanario, de planta octogonal, si bien solo el primer cuerpo data de la fecha de construcción del resto de la Basílica, pues los dos cuerpos posteriores datan del siglo XIX. En el interior del templo destacan pinturas de Rafael Ximeno y Ignacio Pinazo además de una importante colección de imaginería contemporánea, con presencia de autores tan capitales como Juan González Moreno, José Capuz o Álvarez Duarte.
- Ermita de San Bartolomé: torre medieval transformada en iglesia en el siglo XVIII, donde se venera al patrón de la villa; destaca el "conjuratorio" o mirador desde donde se bendicen anualmente las cosechas.

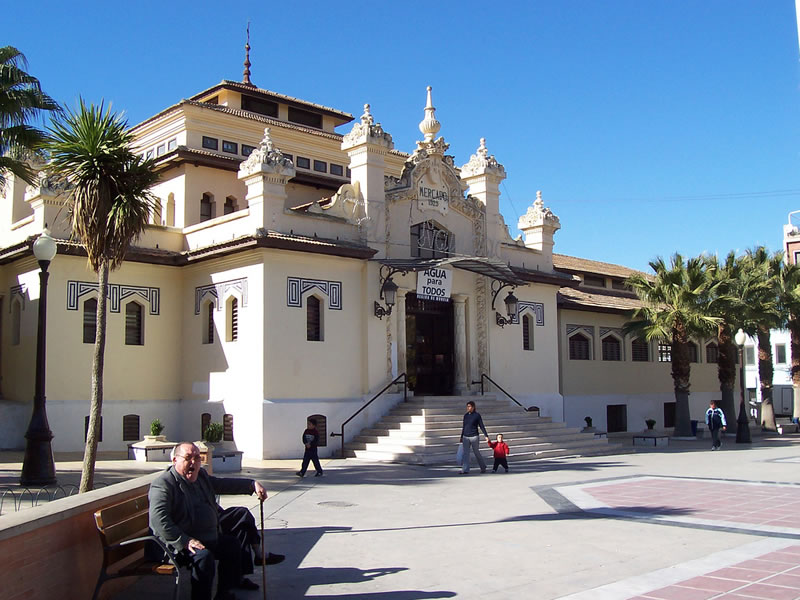
Mercado de abastos de Cieza

- Convento de San Joaquín y San Pascual: monasterio franciscano edificado en el siglo XVII, con un hermoso claustro, declarado bien de interés cultural. Habiendo sido convento de frailes franciscanos, primero, y de monjas, después, hoy es una de las cinco parroquias católicas del municipio. En la actualidad se encuentra junto a él la biblioteca pública municipal Fray Pasqual Salmerón, así como el Archivo Histórico Municipal, en una zona que hasta la desamortización perteneció al propio convento.
- Balcón del Muro: magnífico mirador construido sobre las antiguas murallas de la ciudad.
- Convento de las Clarisas (Inmaculada Concepción): fundado en el siglo XVIII. En su interior alberga al Niño de la Bola (un Niño Jesús de la escuela de Salzillo). También alberga durante la mayor parte del año la imagen de Nuestra Señora de Gracia y Esperanza. Es el único convento que hay en la actualidad en Cieza funcionando como tal. Frente al convento se encuentra el monumento a la Semana Santa de Cieza, declarada de Interés Turístico Nacional.
- Casa de las Artes. Antigua casa de los Marín-Barnuevo, ilustre familia ciezana. El edificio fue remodelado, hundiéndose y reedificándose en su mayor parte, si bien se ha conservado la preciosa fachada original. Alberga en la actualidad el conservatorio profesional de música Maestro Gómez Villa, la escuela municipal de música y el Auditorio Carmelo Gómez Templado, y también se emplea para las clases de la Escuela Municipal de Folclore y para los ensayos del Grupo de Coros y Danzas de Cieza.
- Arco de la Virgencica. Arco que marca la entrada al callejón de la Virgencica desde la calle Larga. Tiene una hornacina con una vitrina que deja ver una imagen de la Virgen, y de ahí el nombre del arco y del callejón. Su origen se remonta a los siglos XVIII y XIX, cuando en varios puntos de la localidad se colocaron imágenes de santos para proteger a los vecinos de las distintas epidemias. Todos ellos, salvo el Arco de la Virgencica fueron desapareciendo con el tiempo. Recientemente, en otros callejones cercanos se han construido un par de nuevos arcos con vitrinas que posibilitan la visión de imágenes religiosas que albergan en su interior.
- Mercado de Abastos: Edificio del arquitecto Julio Carrilero, construido entre 1927 y 1929 con elementos ornamentales modernistas a base de yeserías.
- Yacimiento Arqueológico de Siyasa. Declarado Bien de Interés Cultural y situado en el cerro del Castillo, conserva los restos del hisn andalusí de Siyasa. En el Museo de Siyasa se encuentran las reconstrucciones a escala real de dos de las casas halladas en el yacimiento.
- Santuario del Buen Suceso: Templo patronal ubicado en lo alto de la sierra, en el paraje de La Atalaya, dominando toda la vega ciezana.
- Ermita del Cristo del Consuelo: Construida en el siglo XIX, se sitúa en la cima de una colina cercana a la ciudad que domina la vega del Segura. Alberga la imagen del Santísimo Cristo del Consuelo, en cuyo honor se celebró un año jubilar en 2012-2013. La imagen originaria, destruida durante la Guerra Civil, databa del siglo XVII. La imagen actual es una copia idéntica a la original de principios del siglo XIX que se encontraba en Caravaca de la Cruz, pero que fue trasladada a Cieza tras la destrucción de la imagen original.
- Pinturas rupestres. En varias cuevas del municipio hay pinturas rupestres de diversos periodos de la prehistoria. Destacan las de la cueva de la Serreta, con vistas al Cañón de Almadenes y en cuyo interior hay además restos de una villa romana (la única hallada dentro de una cueva en la península ibérica), y las de los abrigos del Barranco de los Grajos, pues en ambos casos se hallan incluidas en el Catálogo de Arte Rupestre del Arco Mediterráneo, y por tanto, declaradas (al igual que las demás incluidas en dicho catálogo), Patrimonio de la Humanidad. Paseo de Cieza

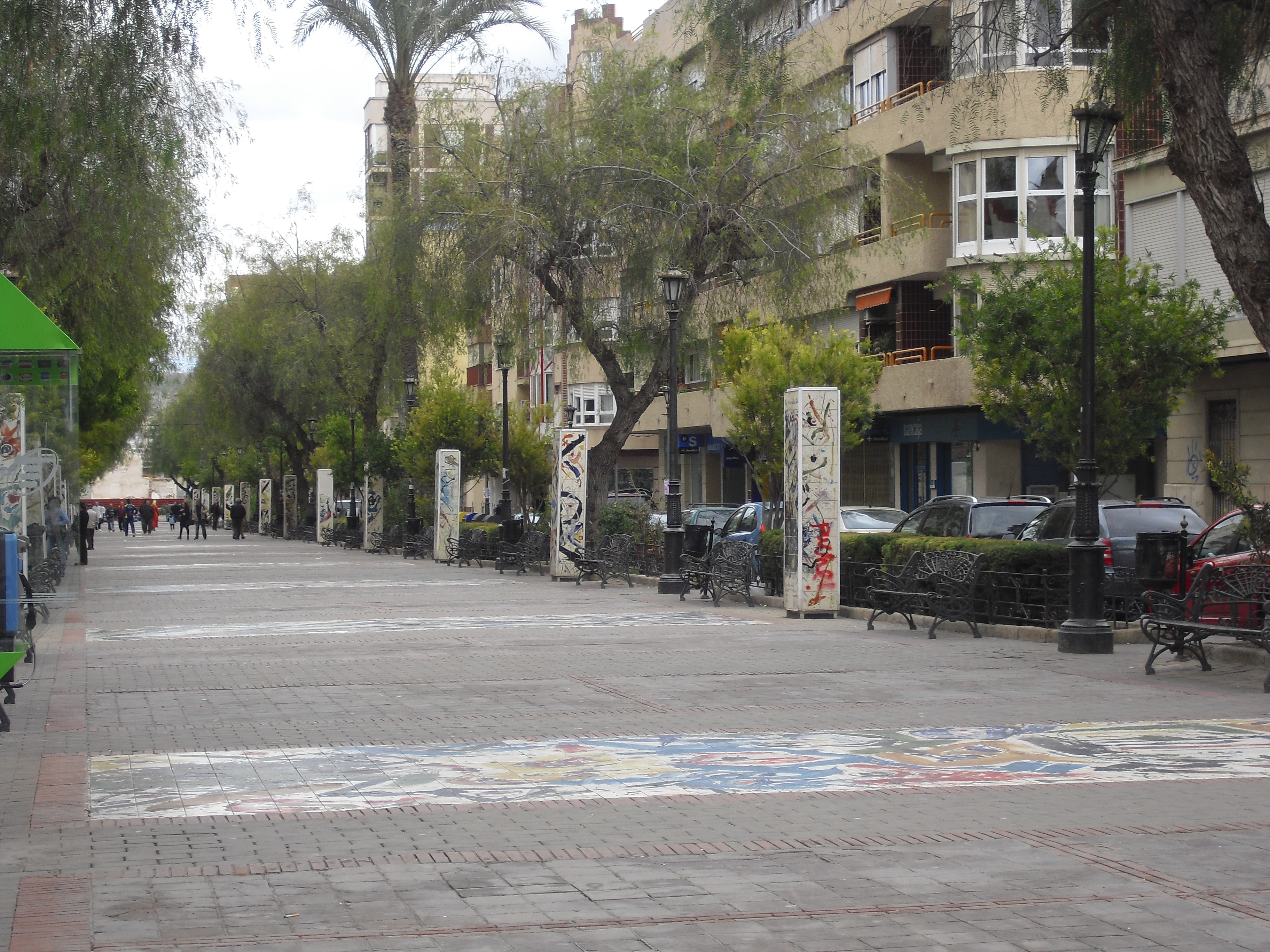
Paseo de Cieza

- Paseo. Paseo principal de la ciudad. Está decorado con mosaicos con pinturas abstractas realizadas por el célebre pintor ciezano José Lucas. Algunos de los mosaicos se encuentran sobre el piso, y otros en estelas dedicadas a escritores, poetas, artistas... Es un habitual punto de encuentro para los ciezanos.

### Museos y galerías de arte
Cieza cuenta con varios museos y casas-museo, así como con una galería de arte. Son los siguientes:
- Museo Siyasa: conserva y expone objetos de la Historia de la existencia humana en la comarca de Cieza desde la Prehistoria hasta la víspera de nuestro tiempo. El edificio del museo fue, antes de ser museo, el casino de la ciudad. Es, junto con el Museo Arqueológico de El Cairo, uno de los dos únicos museos del mundo que tienen en su interior reconstrucciones a escala real de casas medievales musulmanas.
- Centro de interpretación del esparto y su industria: situado en el Club Atalaya-Ateneo de la Villa de Cieza (C/Pablo Iglesias, 53), es el sucesor del antiguo Pequeño Museo del Esparto, al ser ampliado en el verano de 2013. Dispone de enseres y maquinarias propias de la industria del esparto que tanta importancia tuvo en la economía ciezana hasta los años sesenta. El visitante también puede asistir a demostraciones de diversos trabajos relacionados con la espartería. Visitas previa cita (968 76 74 15) con demostración de hilado tradicional por los mantenedores de esta auténtica tradición de Cieza.
- Museo Molino de Teodoro: antiguo molino hidráulico, completamente restaurado y rehabilitado, es en la actualidad un museo municipal que muestra a grupos de visitantes con previa cita los mecanismos y procesos con que era llevada a cabo la molienda en el mismo.
- Galería de arte Casa Efe Serrano: situada en la calle San Sebastián en la casa solariega de la familia Buitrago y Guardiola, justo frente al Museo de Siyasa, es una galería de arte privada que ofrece exposiciones temporales abiertas al público de obras de artistas regionales y nacionales actuales, además de dedicarse a la venta de cuadros y esculturas.
- Casa-Museo de la Semana Santa: popularmente conocida como La Casa de los Santos, es la Casa-Museo de la Junta de Hermandades Pasionarias de Cieza.
- Casa-Museo de la Cofradía de la Oración del Huerto y el Santo Sepulcro: popularmente conocida como Cochera de los Dormis, se sitúa justo al lado de la Basílica de la Asunción.
- Casa-Museo de la Real Hermandad de Nuestra Señora de Gracia y Esperanza.

### Auditorios y teatros
Cieza cuenta con las siguientes instalaciones de este tipo:
- Teatro Capitol: Inaugurado en 1955, fue, en su día el teatro de mayor aforo de la provincia de Murcia. Fue derribado y reconstruido a inicios de la segunda década del siglo XXI, siendo inaugurado por la Reina Sofía en 2013.
- Auditorio Municipal Aurelio Guirao, situado en el sótano del centro cultural Géneros de Punto.
- Auditorio Municipal Gabriel Celaya, en el parque municipal Medina Siyasa (auditorio al aire libre, de tipo anfiteatro).
- Auditorio Carmelo Gómez-Templado, en el interior de la Casa de las Artes y la Música.
- Auditorio Lolita Marín-Ordóñez, en el interior del IES Diego Tortosa.
- Auditorio del Aula de Cultura de Cajamurcia.

### Fiestas populares

#### Feria y Fiestas de San Bartolomé
Desde el 23 hasta el 31 de agosto se desarrolla la feria de Cieza. Se produce la llegada de atracciones, casetas de tiro al blanco, juguetes, etc tanto en el centro de la ciudad como en el recinto ferial, situado en las afueras. Las cofradías de la Semana Santa suelen montar tascas donde se sirve comida y bebida en los alrededores de la plaza de España. Asimismo se realizan numerosas actividades lúdicas (entre ellas destaca el concurso de lanzamiento de huesos de oliva), deportivas y musicales.

#### Lanzamiento del hueso de oliva
Este concurso es una de las fiestas más importantes de Cieza. Su origen se remonta a un día del mes de julio de 1995, Mariano Marín Ato y José María Martínez Villa (fundadores de la Asociación Amigos de las Oliveras) idearon un concurso que consistía en el lanzamiento de huesos de oliva con la boca y sin "canute". Desde su primera edición, en la que se podía escoger entre lanzar un hueso de oliva o uno de cereza, a la última, en la que solo se permitió lanzar huesos de oliva, esta fiesta ha pasado de experimento a tradición. El lanzamiento de hueso de oliva se puede definir como una fiesta multitudinaria que en pasadas ediciones ha llegado a reunir a más de 20 000 personas y que hace de atracción turística para los extranjeros.

#### San Antón
La de San Antón es una de las fiestas más típicas y carismáticas de la ciudad, en la cual por todos los barrios se hacen lumbres que reúnen a los vecinos de los diferentes barrios que componen la localidad.
La lumbre de la plaza Nueva, también conocida como plaza de los Carros merece especial mención, ya que es la que más espectadores atrae, y la única que desde hace ya unos cuantos años lleva a cabo la tradicional Quema de la Vieja, realizada por varios vecinos y acompañada por fuegos artificiales. Este evento tiene lugar cada 17 de enero.
Hasta el año 2007 se celebró en la plaza Nueva la Quema de la Vieja, interrumpiéndose en 2008.

#### La floración
A punto de empezar la primavera, entre la segunda quincena de febrero y finales de marzo, la huerta ciezana tiene un encanto especial: la floración. 
Sin estar catalogada como fiesta, la floración se ha hecho un hueco en el calendario y ofrece actividades para disfrutar del espectáculo natural de la floración de los frutales: senderismo, descensos náuticos por el río Segura, recitales de poesía, conciertos de música clásica, certámenes de fotografía, conferencias y exposiciones.

#### Semana Santa
La Semana Santa en Cieza, declarada de Interés Turístico Internacional, es sin duda la fiesta más importante de cuantas se celebran en Cieza. De una antigüedad de más de quinientos años, los desfiles procesionales se definen por su extraordinaria variedad de propuestas y por la autenticidad de su impronta local.
El patrimonio imaginero, que en elevadísima proporción es posterior a los desastres de la Guerra Civil, tiene una relevante calidad escultórica, con la participación de una imponente nómina de artistas, tales como Sánchez Araciel, González Moreno, Capuz, Planes, Palma Burgos, Ignacio Pinazo, Benedito, Sánchez Lozano, Hernández Navarro, Luis Álvarez Duarte, Francisco Romero Zafra, Carrillo Marco (ciezano), Joaquín Eusebio Baglietto, Lozano Roca, Yuste Navarro, etc.
Amén de las grandes procesiones del Miércoles Santo, Procesión General, y del Viernes Santo por la mañana, Procesión del Penitente, y por la noche, Procesión del Santo Entierro, en las que participan numerosas cofradías conformando un gran relato pasional, son de especial significación el Acto del Prendimiento en la noche del Martes Santo, de gran impacto teatral, la solemne Procesión del Silencio en la medianoche de Jueves Santo, la Procesión del Descenso de Cristo a los Infiernos en la madrugada del Sábado Santo, de claras resonancias medievales, y la algarabía plástica y popular de La Cortesía en la mañana del Domingo de Resurrección.
Las dieciocho cofradías ciezanas —insólita cifra para una población de este tamaño— se agrupan en la Junta de Hermandades Pasionarias, fundada en 1914 por el sacerdote Juan José Marco Banegas y una de las más antiguas de España en su género, cuya ejemplar trayectoria ha contribuido de forma decisiva al desarrollo de la Semana Santa de Cieza. Gracias a esta labor esencial y al esfuerzo de cada cofradía se ha conseguido, en las postrimerías del siglo XX y en esta primera década del tercer milenio, que los desfiles ciezanos atraviesen la época de crecimiento y esplendor más impresionante de sus quinientos años de Historia. En este sentido, la labor de la Junta de Hermandades Pasionarias de Cieza es ya un referente a nivel nacional en lo que se refiere a la gestión del magno evento que suponen las procesiones de Semana Santa. En noviembre de 2011, al término de los dieciocho años de gestión al frente de la Junta de Rafael Salmerón Pinar, la Semana Santa de Cieza fue declarada oficialmente Fiesta de Interés Turístico Nacional (ya había sido declarada Fiesta de Interés Turístico Regional en 1993). Esta tradición cuenta con una Junta de Cofradías de las más antiguas de la región de Murcia. La Junta de Hermandades Pasionarias, desde su fundación 1914, se ha dedicado a la conservación y enriquecimiento de la Semana Santa de Cieza, recibiendo en el año 2014, en agradecimiento por un siglo de vida y trabajo, continuado durante el Acto del Prendimiento la más alta distinción que el Ayuntamiento puede otorgar: el Escudo de Oro de la Ciudad de Cieza.

#### Fiestas del Escudo
Las Fiestas del Escudo-La Invasión recuerdan la historia de la localidad y sus leyendas. Están organizadas y coordinadas por la Hermandad de San Bartolomé, patrón de Cieza, y la asociación cultural Ermita de San Bartolomé, en las que participan seis mesnadas (grupos cristianos) y ocho kábilas (grupos moros). Curiosamente, en contraposición al resto de fiestas de moros y cristianos celebradas en España, en esta vence el bando moro.
El comienzo de la fiesta quedó asignado desde 2010 al penúltimo fin de semana de abril, con el homenaje al Escudo de Cieza, honores y santa misa a San Bartolomé, para finalizar con una cena de hermandad entre kábilas y mesnadas. Durante la semana siguiente diferentes actos culturales nos acercan al último fin de semana, momento cumbre de la celebración.
El viernes por la tarde, se traspasan los poderes municipales de Alcalde Presidente de la Corporación ciezana al Comendador de la Villa, personaje elegido entre los miembros de los grupos y mesnadas cristianas, nombramiento que se hace en el medio año festero anterior, se inauguran los campamentos cristiano, moro, el mercadillo medieval y la arenga a las tropas moras por medio del Embajador moro, personaje elegido por aclamación de entre los ciezanos que triunfan fuera de la ciudad, o personas que destacan por favorecer el engrandecimiento de las fiestas.
El sábado, todos los festeros se reúnen en la plaza de San Bartolomé, donde está la ermita del santo, y desde allí salen en pasacalle, con sus trajes oficiales, dando un toque festivo y de jolgorio. A su llegada a la plaza de España, se celebra la Tronaera, dicho murciano que alude al disparo de una monumental traca aérea terrestre (mascletá), y terminada esta, vuelven al campamento para dar cuenta de suculentas viandas.
En la tarde, tiene lugar el acto central de las fiestas, dicho acto se denomina La Invasión. Como su nombre indica, se escenifica la incursión árabe que tuvo lugar el 6 de abril de 1477, Domingo de Resurrección. En este acto, el personaje de Abu-l-Hassan Alí (Muley Hacén), rey de Granada, encarnado por un festero, y al frente de las tropas (kábilas), protagonizan un desfile guerrero desde el Puente de los Nueve Ojos (Carretera a Mula), se encaminan hacia la población, al tiempo que en la ermita de San Bartolomé se escenifican los santos oficios de aquel entonces, cuando, según cuenta la leyenda, una muda vio como se acercaban las tropas granadinas y en su afán por avisar, entró al templo y gritó "moros vienen", saliendo los que se encontraban en el templo al encuentro de las tropas invasoras. El momento esencial es cuando las tropas moras, una vez cruzado el puente, reciben la orden de ataque del Rey granadino y los cristianos, que han bajado hasta el río, se enfrentan a ellos en lucha desigual. Al ser las tropas nazaríes mucho más numerosas, tras la breve lucha, los cristianos son hechos prisioneros y se encaminan hacia el núcleo de la población, una vez en la plaza del santo, los moros violentan las puertas de la ermita, y "arrasan" todo lo que se encuentra a su paso, los cristianos que no han sido "muertos" en la encarnizada lucha, son hechos prisioneros y llevados a Granada.
El domingo por la mañana se celebra la entrega de rehenes, Abu-l-Hassan Alí (Muley Hacén) recibe los presentes del Comendador de la villa y procede a la liberación, basada en un hecho histórico. Ya por la tarde se da por finalizada la conmemoración con un gran desfile con la participación de todos los grupos festeros acompañados de bandas de música y percusión.
Todos los hechos, sean históricos o fruto de la leyenda, se sienten como propios por todos los ciezanos, y de una forma u otra han ido pasando de generación en generación. De estos hechos queda el lema del escudo de Cieza: "Por pasar la puente nos dieron la muerte".

#### Día de la Cruz
Uno de los días más señalados para los ciezanos es el Día de la Cruz. En este procesiona el Santísimo Cristo del Consuelo desde la iglesia de Nuestra Señora de la Asunción hasta su ermita, acompañado del pueblo. (3 de mayo)

#### Fiestas del Melocotón
Fiesta relativamente reciente, en la que el pueblo celebra la despedida de su fruta por excelencia hasta el próximo verano.

### Festivales

##### Festival Internacional de Folclore en el Segura
Se celebra anualmente, el fin de semana anterior a la semana de la feria en honor de san Bartolomé. Organizado por el Grupo de Coros y Danzas de Cieza, celebró en 2012 su vigésimo quinta (XXV) edición. Participan cada año varios grupos folclóricos de diversos países, mostrando el folclore (danza, canto y artesanía tradicionales) de sus lugares de origen. El viernes tiene lugar el mercadillo de artesanía en el que cada grupo vende objetos artesanales de su lugar de origen y la actuación al aire libre (junto al mercadillo) de uno de los grupos participantes. Es sábado se realiza un desfile de todos los grupos participantes por varias calles de la ciudad. Ese mismo día tiene lugar el acto de la izada de banderas de los países participantes, y la sesión del festival en el Auditorio Municipal Gabriel Celaya, en la que actúan también todos los grupos participantes. El domingo actúan los grupos participantes en otros municipios de la Región (sobre todo, Las Torres de Cotillas y Cehegín).

##### Fiesta de las tradiciones
Organizadas por la asociación cultural peña huertana El Caracol. Lo que era en principio un encuentro de cuadrillas se convirtió en una fiesta de las tradiciones, donde además del encuentro de cuadrillas se realizan otras actividades como: muestras de artesanía, exposiciones de índole etnográfico, charlas y ponencias de diversos autores, especialistas y divulgadores científicos en temas etnográficos, muestras gastronómicas, jornadas dedicadas a la tradición oral. Del mismo modo en los últimos años ha cobrado gran relevancia el Cieza Caracol Folk, que ha supuesto un nuevo impulso para las tradiciones populares, ya que se ha podido contar con artistas de la talla del veterano Manuel Luna, el grupo Azarbe, distintos grupos troveros de la Región de Murcia, grupo rondadores de Cuenca, la vallisoletana Vanesa Muelas. Se celebra en el mes de noviembre.

##### Festival de Cine Mágiko
Organizado por el Club Atalaya-Ateneo de la Villa. Durante una semana, en las instalaciones del Club, se proyectan al aire libre películas de diversos géneros, durante las noches de una semana de agosto (la semana previa a la feria, o la previa a ésta). También se proyectan algunos de los cortometrajes realizados por amateurs participantes en el Certamen de Cortos organizados por el propio Club Atalaya-Ateneo de la Villa.

### Habla dialectal
El habla tradicional e histórica de Cieza se enmarca, junto al habla del Valle de Ricote, en el denominado dialecto murciano y concretamente en la subvariedad de la Vega Alta del Segura (Cieza, Abarán y Blanca). Este dialecto se halla casi diluido con el castellano aunque aún persiste relativamente en los sectores de población de la huerta de Cieza (residual en la actualidad). Se caracteriza por la no pronunciación de la "s" final, por la relajación de los participios, con la omisión de la "d" y por su entonación característica que hace única el habla de esta localidad murciana, pero sobre todo por el uso de palabras propias del vocabulario panocho. También es frecuente la Metátesis y la sustitución recíproca de los fonemas "r" y "l" especialmente en sílabas trabadas o en sílabas inversas. Estas variaciones lingüísticas tienden a desaparecer con la escolarización de la población, siendo hoy en día residuales y propias de personas de avanzada edad.

### Medios de comunicación
En Cieza hay los siguientes medios de comunicación locales:
- Onda Cieza: Emisora de radio local. (106,6 MHz)
- El Mirador de Cieza: Periódico local de edición semanal. Tiene edición en papel y digital. La edición digital se publica la edición que se publicó en papel la semana anterior.
- En Cieza Digital. Web local de información alternativa que solo cuenta con edición digital.
- TELE RED: Televisión local de Cieza. Es una cadena de televisión privada que no emite en abierto.
- Cope Cieza Vega Alta: Emisora Local de Radio con programación local variada. (104,4 MHz).
- SER Cieza: Emisora de radio actualmente sin programación local. (88,0 MHz).
- SOLO RADIO MARCA Cieza: Emisora que emite la programación nacional o regional de Radio Marca sin programación local. (101,3 MHz)
- Cieza en la Red: Web local de información con edición digital.

### Asociaciones
Hay en Cieza un buen número de asociaciones que desarrollan una importante labor de toda índoles. Entre ellas:
- Fundación los Álamos de JL. Pardos
- Asociación Voluntarios de Siyäsa (asociación sin ánimo de lucro para la protección y divulgación del patrimonio histórico, cultural y ecológico de Cieza y la Región de Murcia, ligada a los campos arqueológicos del despoblado árabe del s. XI al XIII de Hins Siyäsa)
- Asociación literaria La Sierpe y el Laúd
- Asociación Cultural Los Dormis (muy ligada a la Cofradía de la Oración del Huerto y el Santo Sepulcro).
- Asociación Cultural San Bartolomé. Organizadora de las Fiestas Históricas de El Escudo-La Invasión, y de las Fiestas del Patrón el 24 de agosto.
- Club Atalaya - Ateneo de la Villa
- Colectivo Local de Artistas
- Grupo Scout San Jorge de Cieza - Exploradores de Murcia
- Club de Montañismo Y Espeleología Wawbeck - Scout
- Asociación Juvenil Amig@s de Cieza
- Asociación Juvenil La Empedrá
- Organización Juvenil Española (OJE)
- Asociación Comarcal De Padres Y Protectores De Disminuidos Psíquicos (ASCOPAS)
- Asociación Tocaos Del Ala (Discapacitados físicos y motóricos)
- Asociación de Familiares y Enfermos Mentales de Cieza (AFEMCE)
- Asociación de Vecinos del barrio de San José Obrero
- Asociación de Comerciantes de Cieza
- Delegaciones Y Asambleas Locales de Cruz Roja, Once, Asociación Española Contra el Cáncer, Asociación Regional de Trasplantados de Órganos...
- Asociaciones de Padres Y Madres de Alumnos junto a Asociaciones de Alumnos de los distintos centros De enseñanza
- Asociación LAPI (LIBÉRATE - ASOCIACIÓN PRO INTEGRACIÓN). (Asociación sin ánimo de lucro para luchar contra la LGTBfobia que se pueda encontrar en el municipio de Cieza)

### Deporte
En el fútbol destaca el Club Deportivo Cieza conocidos como 'esparteros', equipo de la tercera división española. También está el otro equipo de la ciudad, el Club de Fútbol Ciudad de Cieza. Tiene el estadio La Arboleja, con capacidad para 5500 personas (aforo oficial), gradas en lateral oeste y fondo norte, con capacidad para 3700 y 1800 espectadores respectivamente, ampliable a lateral este y fondo sur, que puede doblar la capacidad del estadio. El estadio puede albergar en grandes encuentros unos 6500 espectadores gracias al sector lateral este. Es de los estadios más grandes de la Región de Murcia tras Nueva Condomina, La Condomina, Estadio Cartagonova y Estadio Francisco Artés Carrasco. En este estadio juegan el C.D. Cieza y el Ciudad de Cieza.
Destaca la fuerza que tiene el atletismo en Cieza, con el Club Athleo que a lo largo de su historia ha aportado cuatro atletas olímpicos como Fernando Vázquez (Atlanta 96), Juan Manuel Molina (Atenas '04 y Pekín '08), Benjamín Sánchez (Pekín '08 y Londres'12) y Miguel Ángel López -aunque natural de Llano de Brujas - (Londres '12 y Rio'16). Juan Manuel Molina también ha logrado medallas en grandes campeonatos como los bronces en el Europeo de Münich 2002 y en el Mundial de Helsinki 2005, además del Oro en el mundial universitario de Esmirna 2005. Por otro lado, Miguel Ángel López obtenía la medalla de Bronce en los mundiales de atletismo de Moscú en 2013, el oro en el europeo de Zúrich de 2014 y por último la medalla de oro, proclamandase así campeón del mundo, en el mundial de Pekín de 2015.
Cieza tiene una arraigada tradición ciclista, con una Escuela de Ciclismo, donde destacó el malogrado Mariano Rojas Gil, que militó en el mítico ONCE. También hay que destacar a Ignacio García Camacho, que militó en la década de los 90 en el GD Kelme, con el que fue Campeón de España de Fondo en Ruta en Vigo en 1993, con Miguel Induráin y Fernando Escartin como ilustres acompañantes en el podio. En Barcelona 92, otro ciclista ciezano, Miguel Fernández, obtuvo Diploma Olímpico merced al quinto puesto del Equipo español en la cronometrada por Equipos de 100 kilómetros. También hay que recordar a José Cayetano Juliá Cegarra, que cosechó dos importantes triunfos en la Vuelta a Portugal y en la Vuelta a España, y a José Joaquín Rojas.
También se practican otros deportes como el balonmano, el baloncesto, la vela, el piragüismo...etc

#### Instalaciones deportivas
Además del campo de fútbol de La Arboleja, al que se hace referencia anteriormente, Cieza cuenta con el polideportivo municipal Mariano Rojas (piscinas, pistas de tenis y frontón, pista de atletismo Juan Manuel Molina, pista cubierta de baloncesto), la Sala de Barrio (pabellón deportivo, utilizable para baloncesto, balonmano, fútbol sala y voleibol), la piscina cubierta municipal, el complejo deportivo La Era (dos o tres campos de fútbol) e instalaciones de titularidad privada (gimnasios, club de tenis...).

### Lugares de culto
En Cieza hay templos y lugares de culto de distintas confesiones religiosas, principalmente de la Iglesia católica. 
Lugares de culto católicos:

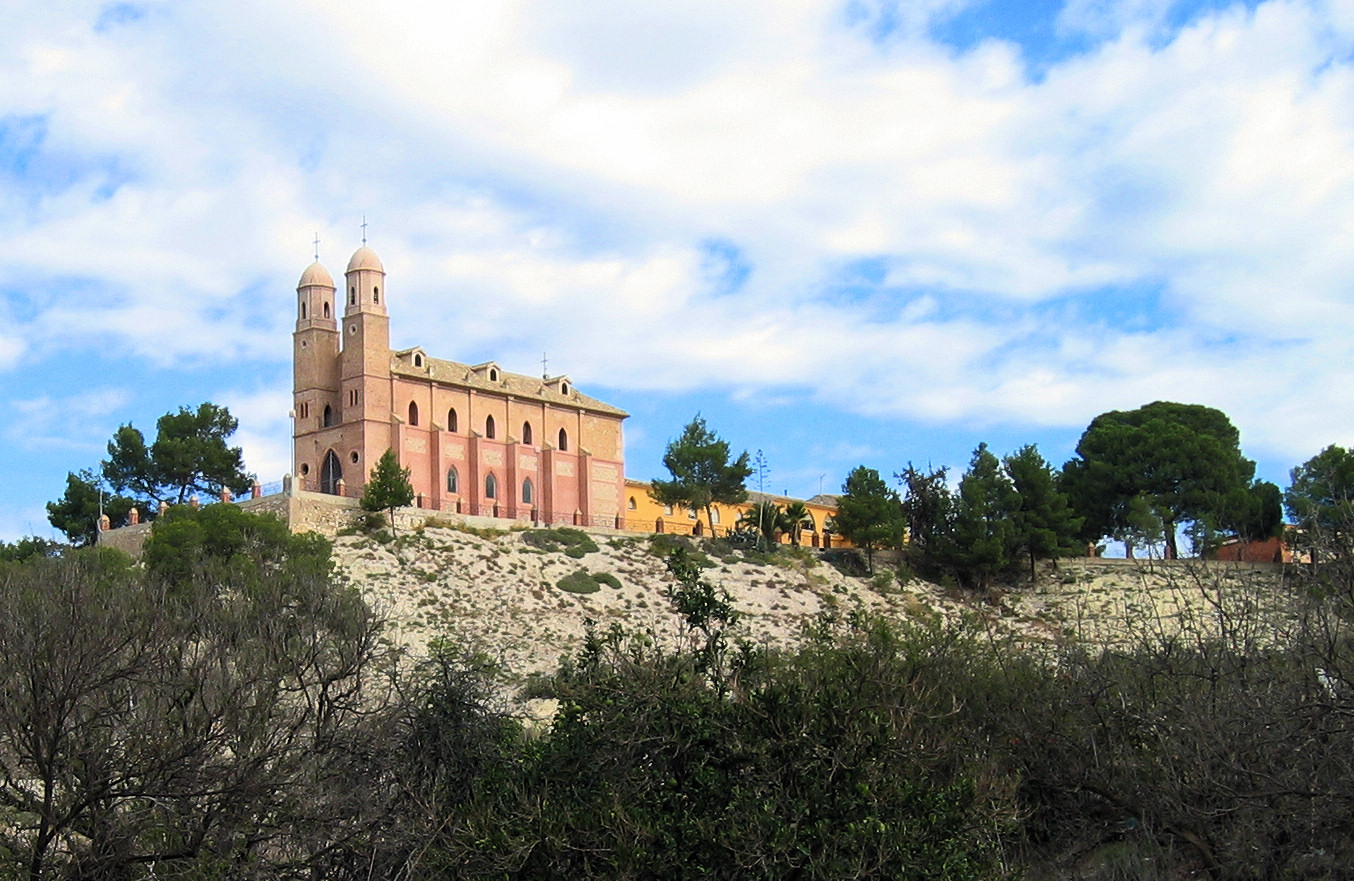
Ermita del Santo Cristo del Consuelo

- Basílica de Nuestra Señora de la Asunción
- Parroquia de San Joaquín y San Pascual (antiguo convento franciscano)
- Parroquia de San Juan Bosco
- Parroquia de San José Obrero
- Parroquia de Santa Clara
- Monasterio de Clarisas
- Ermita del Santísimo Cristo del Consuelo
- Ermita de San Bartolomé
- Ermita de la Santísima Virgen del Buen Suceso

Existen, además, dos iglesias evangélicas (una en la calle Montepío y otra en la avenida Juan XXIII), un salón del reino de los testigos cristianos de Jehová (en la calle Cartagena) y una comunidad islámica registrada, integrada por inmigrantes magrebíes.

## Ciudades hermanadas
- Baler, Filipinas
- Cieza, Cantabria, España